# Население Новой Каледонии
Большинство населения Новой Каледонии — меланезийский народ канаки, что составляет почти половину населения департамента.

## Динамика
| Численность населения Новой Каледонии на 1 января | Численность населения Новой Каледонии на 1 января | Численность населения Новой Каледонии на 1 января | Численность населения Новой Каледонии на 1 января | Численность населения Новой Каледонии на 1 января | Численность населения Новой Каледонии на 1 января | Численность населения Новой Каледонии на 1 января | Численность населения Новой Каледонии на 1 января | Численность населения Новой Каледонии на 1 января | Численность населения Новой Каледонии на 1 января |
| 1956                                              | 1963                                              | 1965                                              | 1966                                              | 1967                                              | 1968                                              | 1969                                              | 1970                                              | 1971                                              | 1972                                              |
| ------------------------------------------------- | ------------------------------------------------- | ------------------------------------------------- | ------------------------------------------------- | ------------------------------------------------- | ------------------------------------------------- | ------------------------------------------------- | ------------------------------------------------- | ------------------------------------------------- | ------------------------------------------------- |
| 68 480                                            | ↗86 519                                           | ↗88 000                                           | ↗93 000                                           | ↗94 000                                           | ↗99 000                                           | ↗100 000                                          | ↗108 000                                          | ↗116 000                                          | ↗124 000                                          |
| 1973                                              | 1974                                              | 1975                                              | 1976                                              | 1977                                              | 1978                                              | 1979                                              | 1980                                              | 1981                                              | 1982                                              |
| ↗127 000                                          | ↗130 000                                          | ↗132 000                                          | ↗133 233                                          | ↗135 000                                          | ↗137 000                                          | ↗138 000                                          | ↗139 000                                          | ↗141 136                                          | ↗144 221                                          |
| 1983                                              | 1984                                              | 1985                                              | 1986                                              | 1987                                              | 1988                                              | 1989                                              | 1990                                              | 1991                                              | 1992                                              |
| ↗147 178                                          | ↗150 187                                          | ↗153 072                                          | ↗155 828                                          | ↗158 866                                          | ↗162 082                                          | ↗165 160                                          | ↗168 635                                          | ↗173 163                                          | ↗177 560                                          |
| 1993                                              | 1994                                              | 1995                                              | 1996                                              | 1997                                              | 1998                                              | 1999                                              | 2000                                              | 2001                                              | 2002                                              |
| ↗182 038                                          | ↗186 953                                          | ↗192 010                                          | ↗195 621                                          | ↗199 506                                          | ↗203 330                                          | ↗207 228                                          | ↗211 200                                          | ↗215 260                                          | ↗219 387                                          |
| 2003                                              | 2004                                              | 2005                                              | 2006                                              | 2007                                              | 2008                                              | 2009                                              | 2010                                              | 2011                                              | 2012                                              |
| ↗223 592                                          | ↗227 000                                          | ↗230 500                                          | ↗234 000                                          | ↗237 500                                          | ↗241 000                                          | ↗244 500                                          | ↗247 400                                          | ↗252 100                                          | ↗256 600                                          |
| 2013                                              | 2014                                              | 2015                                              | 2016                                              | 2017                                              | 2018                                              | 2019                                              | 2020                                              | 2021                                              | 2022                                              |
| ↗261 400                                          | ↗265 900                                          | ↗269 050                                          | ↗269 860                                          | ↗270 580                                          | ↗271 040                                          | ↗271 290                                          | ↘271 190                                          | ↗273 640                                          | ↗275 590                                          |

###### Переписи
| Численность населения Новой Каледонии по данным переписей | Численность населения Новой Каледонии по данным переписей | Численность населения Новой Каледонии по данным переписей | Численность населения Новой Каледонии по данным переписей | Численность населения Новой Каледонии по данным переписей | Численность населения Новой Каледонии по данным переписей | Численность населения Новой Каледонии по данным переписей | Численность населения Новой Каледонии по данным переписей | Численность населения Новой Каледонии по данным переписей | Численность населения Новой Каледонии по данным переписей |
| 1956                                                      | 1963                                                      | 1969                                                      | 1976                                                      | 1983                                                      | 1989                                                      | 1996                                                      | 2004                                                      | 2009                                                      | 2014                                                      |
| --------------------------------------------------------- | --------------------------------------------------------- | --------------------------------------------------------- | --------------------------------------------------------- | --------------------------------------------------------- | --------------------------------------------------------- | --------------------------------------------------------- | --------------------------------------------------------- | --------------------------------------------------------- | --------------------------------------------------------- |
| 68 480                                                    | ↗86 519                                                   | ↗100 579                                                  | ↗133 233                                                  | ↗145 368                                                  | ↗164 173                                                  | ↗196 836                                                  | ↗230 789                                                  | ↗245 580                                                  | ↗268 767                                                  |
| 2019                                                      |                                                           |                                                           |                                                           |                                                           |                                                           |                                                           |                                                           |                                                           |                                                           |
| ↗271 407                                                  |                                                           |                                                           |                                                           |                                                           |                                                           |                                                           |                                                           |                                                           |                                                           |

## Половозрастная структура
Население Новой Каледонии постарело за последние тридцать лет. Все меньшая и меньшая треугольная форма возрастной пирамиды отражает уменьшение доли молодежи, а сужение базы свидетельствует об уменьшении рождаемости. С другой стороны, молодые люди все чаще эмигрируют ради учебы или работы. Старение объясняется как снижением рождаемости, так и увеличением ожидаемой продолжительности жизни, что является симптомом демографического перехода (определений) , который переживает Новая Каледония с середины 1990-х годов.Этот показатель увеличился почти на девять лет за тридцать лет и достиг 77,8 года в 2019 году (75,3 года для мужчин и 80,4 года для женщин). Это значительно выше, чем в соседних островных странах, но все же ниже, чем в среднем по Франции (82,8 года). Средний возраст составляет 34,7 года в 2019 году по сравнению с 33,0 годами в 2014 году. Доля лиц моложе 20 лет снижается (30,1% против 32,0% в 2014 году), в то время как доля лиц в возрасте 60 лет и старше снижается (14,5% против 12,5% в 2014 году).

###### Образование
Уровень образования повышается из поколения в поколение. Женщины имеют больше высшего образования, чем мужчины
По состоянию на 2019 год 32% людей в возрасте 25-64 лет не имеют дипломов или ограничиваются дипломом колледжа, 24% в качестве высшей степени имеют диплом CAP или BEP, 19% - степень бакалавра (педагогическая, технологическая или профессиональная) и 25% имеют диплом о высшем образовании. Уровень образования повышается из поколения в поколение. В 1989 году 58% людей в возрасте 25-64 лет не имели ученой степени; тридцать лет спустя их число почти вдвое меньше. В 2019 году 28% молодых людей в возрасте от 25 до 34 лет имеют высшее образование по сравнению с 19% людей в возрасте от 55 до 64 лет.Женщины имеют более высокий уровень образования, чем мужчины (27% против 24%), особенно среди молодежи (32% против 23%).

## Естественное движение
В 2020-2021 годах под влиянием глобального кризиса в области здравоохранения усилились тенденции, наблюдавшиеся в период с 2015 по 2019 год, с резким снижением числа браков, снижением рождаемости и ростом смертности. В 2020 году снижение естественного прироста населения по-прежнему сдерживается небольшим снижением числа смертей, хотя снижение рождаемости усиливается. И наоборот, в 2021 году первая волна смертей от Covid, охватившая Новую Каледонию в конце года, привела к резкому росту смертности и, как следствие, к резкому сокращению естественного избытка. Разрыв между сокращенным таким образом естественным избытком и предполагаемым миграционным дефицитом приводит к историческому сокращению численности населения Новой Каледонии до менее чем 270 000 человек на 1 января 2022 года.
В 2020 году в Новой Каледонии было зарегистрировано 3990 рождений, в 2021 году - 3930. Рождаемость снижается на 3,7% и 5,1% соответственно по сравнению со средними показателями, регистрируемыми ежегодно в период 2015-2019 годов. Таким образом, годовое число рождений впервые за последние 35 лет опускается ниже отметки в 4000 два года подряд. Тенденция к снижению числа рождений, наблюдаемая в течение последних десяти лет, здесь подтверждается и усиливается в результате совокупного воздействия двух явлений: миграционного дефицита, который не обходится без последствий для числа женщин детородного возраста; и кризис в области здравоохранения и его возможные последствия с точки зрения рождаемости.рождаемости.
В то же время число смертей, почти стабильное в 2020 году, в 2021 году резко возросло на 28% по сравнению со средним показателем за 2015-2019 годы: в прошлом году в Новой Каледонии умерло 1983 человека по сравнению с 1540 в 2020 году и в среднем 1550 в период с 2015 по 2019 год.
Вирус Covid 19 не распространялся на Новую Каледонию до сентября 2021 года, но затем он вызвал беспрецедентную волну смертей.
В результате естественный баланс остается положительным на уровне 2450 особей, несмотря на снижение на 5,5% в 2020 году по сравнению с 2015-2019 годами. В 2021 году он снова упадет почти на 25% (-645 человек) по сравнению с тем же периодом и составит еще 1950 человек. Таким образом, по сравнению со средним показателем за 2015-2019 гг. (9,6 ‰) Естественный прирост снизился на 0,6 пункта в 2020 г. (9 ‰), а затем на 1,9 пункта в следующем году (7,1 ‰).

###### Суммарный коэффициент рождаемости
Уровень рождаемости, аналогичный тому, который наблюдался 40 лет назад в Новой Каледонии, несопоставим с рождаемостью женщин в возрасте от 15 до 49 лет в 80-х годах. В то время их было меньше, и в среднем у каждой было более 3 детей, в то время как рождаемость в Новой Каледонии была ниже.сегодня конъюнктурный показатель фертильности (CFI) близок к среднему показателю 2 детей на женщину. Конъюнктурный показатель фертильности составляет 2,04 в 2021 году и 2,02 в 2021 году.С 2017 года ICF установила пороговое значение для воспроизводства поколений, установленное на уровне 2,1 ребенка на женщину.

## Миграционное движение
Впервые за 30 лет в стране наблюдается отрицательное сальдо миграции: за последние 5 лет (2014-2019) Каледонию покинули 9900 человек. Впервые с 1983 года сальдо миграции стало отрицательным. Население увеличивается только в Южной провинции. Резкое сокращение численности населения объясняется очевидным отрицательным сальдо миграции впервые за почти сорок лет.В период с 2014 по 2019 год архипелаг покинули 27 600 человек, которые жили в Новой Каледонии в 2014 году, или каждый десятый житель. Три четверти отъездов приходится на лиц, не родившихся в Новой Каледонии, остальные часто приходятся на студентов. Количество отъезжающих в два раза больше, чем за предыдущие пять лет. И наоборот, с тех пор прибыло 17 300 человек, которые не жили в Новой Каледонии в 2014 году (в период с 2009 по 2014 год их было 22 400). Очевидный дефицит миграционного баланса составляет 10 300 человек в период с 2014 по 2019 год, или 2000 чистых отъездов в год. В период с 2009 по 2014 год этот баланс был положительным (1600 чистых прибытий в год). Этим миграционным дефицитом можно объяснить три основные причины: слабая экономическая динамика, наблюдавшаяся после падения цен на никель в 2015 году и завершения этапов строительства заводов по переработке никеля. опасения, вызванные институциональной неопределенностью в период трех референдумов о самоопределении и практическое внедрение новых технологий.из-за Закона о защите местной занятости, привлекающего меньше иностранной рабочей силы.
С другой стороны, естественный прирост продолжает замедляться из-за снижения рождаемости. В период с 2014 по 2019 год превышение рождаемости над смертностью составляет 13000 человек. Этот естественный баланс снизился по сравнению с 2009-2014 гг. (+ 15 000) и 2004-2009 гг. (+ 14 400). Конъюнктурный показатель рождаемости снижается до 1,9 ребенка на женщину с 2,2 в 2014 году, 2,6 в 2000 году и 3,2 в 1990 году. Новая Каледония сопоставима с Метрополией Франции и Французской Полинезией (1,8 на обеих территориях), но значительно уступает другим соседним странам Меланезийской дуги.
В 2019 году 78% жителей родились в Новой Каледонии, 14% - в Метрополии Франции или в заморском департаменте, 4% - за границей, 2,5% - в Уоллис и Футуна и 1,5% - во Французской Полинезии. Постоянно сокращаясь в течение последних тридцати лет под воздействием миграции, доля коренного населения возвращается к уровню, существовавшему до Матиньонских соглашений 1988 года (78% по сравнению с 75% в 2014 году). И наоборот, практически беспрецедентный рост количество неместных лиц заметно сокращается (с 67 300 в 2014 году до 60 100 в 2019 году). В период с 2014 по 2019 год в Новую Каледонию переехало 13 500 человек, не являющихся коренными жителями, по сравнению с 18 500 в период с 2009 по 2014 год. Доля неместных жителей, проживающих на архипелаге менее десяти лет, сократилась с 61% в 2014 году до 42% в 2019 году. В Большом Нумеа проживает большинство неместных жителей (девять из десяти). Менее 1% населения (2500 жителей) имеют иностранное гражданство.

## Продолжительность жизни
Ожидаемая продолжительность жизни выросла в 2020 году до 78,9 лет, но серьезно упала до 75,9 лет в 2021 году. В 2020 году ожидаемая продолжительность жизни при рождении увеличится по сравнению со средним показателем за пять лет 2015-2019 годов на 15 месяцев для мужчин (75,5 лет) и на 18 месяцев для женщин (82,1 года). В следующем году гендерный разрыв сократился с 6,4 года в 2020 году до 6,3 года в 2021 году. Потери среди мужчин в этом году составляют 20 месяцев, а ожидаемая продолжительность жизни при рождении составляет 72,9 года. Ожидаемая продолжительность жизни женщин при рождении составляет 79,1 года, что на 19 месяцев меньше среднего показателя за 2015-2019 годы.

## Характеристика
- Численность населения — 278.0 тыс. (01.01.2016).
- Вековая структура

0–14 лет: 28,4 % (мужчины 31 818, женщины 30 513),
15–64 лет: 64,9 % (мужчины 71 565, женщины 70 815),
65 лет и больше: 6,6 % (мужчины 6 773, женщины 7 772) (на 2006 г.).
- Годовой прирост — 1,84 % (в 2005 г.).
- Средняя продолжительность жизни — 75 лет.
- Младенческая смертность — 7 на 1000.
- Среднее число детей у 1 женщины — 2.2 (в 2005 г.).
- Грамотность — 96 % (среди мужчин — 92 %, женщин — 90 %).
- Городское население — 61 %.
- Этнический состав: меланезийцы (канаки) 42,5 %, белые (в основном французы) 37,1 %, увеанцы и футунанцы 8,4 %, полинезийцы 3,8 %, индонезийцы 3,6 %, вьетнамцы 1,6 %, другие (преимущественно филиппинцы) 3 %.
- Языки: французский (официальный), а также 33 меланезийских и полинезийских диалектов.
- Религии: большинство населения христиане (католики — 60 %, протестанты — 30 %), а также мусульмане-сунниты (4 %). Меланезийцы, наряду с христианством, исповедуют традиционные местные верования.

## Национальный состав
Перепись в Новой Каледонии позволяет измерить распределение населения в соответствии с предполагаемой общиной принадлежности.
В 2019 году 111 860 человек заявили, что принадлежат к канакской общине, по сравнению со 104 960 в 2014 году. Впервые с момента подписания Матиньонских соглашений доля канаков в населении увеличилась и достигла 41,2% вместо 39,1% в 2014 году.
Европейское сообщество составляет 24% населения по сравнению с 27% в 2014 году. Этот спад в основном объясняется миграционным дефицитом неместных жителей.
Уоллисское и футунианское сообщества (8,3%) остаются стабильными и насчитывают 22 500 членов, что составляет каждого двенадцатого жителя.
Другие сообщества (таитяне, индонезийцы, жители Ни-Вануату, вьетнамцы и т. Д.) Составляют Менее 8% населения как в 2019 году, так и в 2014 году.
Более 20 000 жителей не указали общину своей принадлежности или указали каледонский язык. 30 800 человек считают себя метисами.

## Языки
Французский — это официальный язык Новой Каледонии, и остальной части Франции. По данным на 2004 г. 97% людей в возрасте 14 лет и старше в разговорной речи, на письме и при чтении использовали французский; и только 0,97% опрошенных не знали французский. Из этой же возрастной категории 37,1% опрошенных заявили что являются билингвальными и способны говорить на французском и на одном из 28 австронезийских языках Новой Каледонии, а 58,7% монолингвальными, так как ни знают ни одного из местных языков, владея только французским.